# Анжела Кардозо (тенісистка)
Анжела Кардозо (порт. Angela Cardoso; нар. 13 травня 1980) — колишня португальська тенісистка.
Найвищу одиночну позицію світового рейтингу — 580 місце досягла 23 квітня 2001, парну — 435 місце — 21 травня 2001 року.
Завершила кар'єру 2003 року.

## Фінали ITF за кар'єру

### Парний розряд: 2 (0–2)
| турніри $100,000 |
| турніри $75,000  |
| турніри $50,000  |
| турніри $25,000  |
| турніри $10,000  |

| Результат | Дата           | Категорія | Турнір                | Покриття | Партнерка            | Суперниці                    | Рахунок            |
| --------- | -------------- | --------- | --------------------- | -------- | -------------------- | ---------------------------- | ------------------ |
| Поразка   | 28 травня 2000 | 25,000    | Гімарайнш, Португалія | Тверде   | Карлота Сантуш       | Наталі Грандін Ніколь Ренкен | 6–7(7–9), 6–2, 2–6 |
| Поразка   | 7 травня 2001  | 10,000    | Мерсін, Туреччина     | Ґрунт    | Ана Катаріна Ногейра | Дуйґу Акшит Оал Олена Яришко | 1–6, 4–6           |